# Fast yttäckande radioaccess
Fast yttäckande radioaccess, på engelska Fixed Wireless Access, FWA, är en variant av trådlöst bredband, man använder radiolänk för överföring av tal, data och video. Kommunikationen sker mellan terminaler. I ett FWA-system är alla delar fast monterade och inga mobila enheter förekommer. Systemet kräver fri sikt. Kommunikationen kan ske mellan en basstation (sändare) och en terminal som exempelvis är monterad på ett hustak. 
Användningsområden:
FWA kan användas till snabb Internetaccess och till videokonferens. FWA kan med fördel användas för bredbandaccess i områden där det på grund av stora avstånd blir kostsamt att dra fiber. Här kan alla användare ges tillgång till bredband inom sändarens täckningsområde. FWA använder frekvensbanden 3,5 GHz, 10,5 GHz, 26/28 GHz. I Sverige är det  Post- och telestyrelsen som fördelar tillstånd i frekvensutrymmena. 
Det finns två sätt att separera trafik upp och nedströms beroende på vilken sorts trafik man har i nätet. Det ena sättet är frekvensseparering Frequency Division Duplex (FDD), det andra är separera med hjälp av tid, så kallad Time Division Duplex (TDD).
TDD är ett bättre val om trafiken är asymmetrisk och varierar över tiden.

## Multiplexing
Innebär att flera kommunikationskanaler kan dela på en överföringskanal. Det finns flera olika tekniker för detta, men för FWA är kanske TDMA att föredra, då TDMA kan tillhandahålla en högre överföringshastighet till en användare inom ett givet frekvensutrymme om behov uppstått. 

## Antenner
FWA använder sig vanligen av adaptiva antenner. Det är antenner som möjliggör riktad sändning från basstation till mottagare. Det minskar risken för interferens och utnyttjar frekvensen maximalt.

## Två olika typer av system
Punkt till multipunkt (P-MP) innebär att de användare som finns inom basstationens räckvidd också kan erbjudas bredbandsaccess.
Multipunkt till multipunkt (MP-MP)innebär att varje användares utrustning fungerar som en liten basstation som kan kommunicera med andra. På det sättet skapas ett nät av ”basstationer”. När nya ”basstationer” anslutas ökar även nätets täckningsområde.

## Räckvidd
Räckvidden kan variera mellan ett par kilometer och upp till 20 kilometer beroende på frekvens och uteffekt. FWA kan även användas för överföringar i 3G-nätet.

## Kapacitet
Höga överföringshastigheter är möjliga med FWA. Den maximala hastigheten i dagens FWA-system är cirka 45 Mbit/s, och det finns en övre gräns för idag på 155 Mbit/s. Nästa generations system beräknas stödja 622 Mbit/s. Strålningseffekten från FWA-basstationer är så låg som 50 mW.